# Hinding (Ortenburg)
Hinding ist ein Ortsteil des Marktes Ortenburg im niederbayerischen Landkreis Passau.

## Geographie
Der Weiler Hinding liegt zwischen den beiden Ortsteilen Unteriglbach und Oberiglbach. Das größte Gewässer ist ein Löschwasserteich. 2021 wurde zur Löschwasserversorgung zusätzlich ein Hydrant errichtet.  Weitere Gewässer sind ein Bachlauf zwischen Kettenham und Unteriglbach. Die Straße Hinding hat 9 Hausnummern und ca. 30 Einwohner. Zwei der Hausnummern werden laut Bayernatlas von der bayerischen Vermessungsverwaltung unter dem Ortsteilnamen „Eder“ geführt; Eder ist jedoch kein amtlich benannter Ortsteil, sondern gehört zu Hinding. In dem Weiler selbst gibt es drei Hofstellen: Hösamer, Eder und zum Bauern.

## Geschichte
Über die Hofstelle „zum Bauern“ gibt es detailliertere Aufzeichnungen: 1883 ereignete sich ein großer Brand, der einen der Bauernhöfe und das Wohnhaus eines weiteren komplett zerstörte. Um ca. 1900 wurde ein neuer Hof als Ersatz an einer anderen Stelle errichtet. Dieser wechselte während der Bauzeit den Besitzer.

## Baudenkmäler
In die amtliche Liste der Baudenkmäler in Hinding sind zwei Objekte eingetragen:
- Hinding 1: zugehöriger langer Stallflügel mit Traidkasten, 1. Hälfte 19. Jahrhundert
- Hinding 4: Zugehöriger stattlicher Traidkasten über dem Stall, 1. Hälfte 19. Jahrhundert